# Kozlovec
Kozlovec (554 m n. m.) je vrch v okrese Ústí nad Orlicí v Pardubickém kraji. Leží asi 1,5 km východně od obce Řetová na jeho katastrálním území.

## Geomorfologické zařazení
Geomorfologicky vrch náleží do celku Svitavská pahorkatina, podcelku Českotřebovská vrchovina, okrsku Kozlovský hřbet a podokrsku Řetovský hřbet.